# اختبار بعد الجماع
اختبار بعد الجماع هو اختبار في تقييم العقم. يفحص الاختبار التفاعل بين الحيوانات المنوية والمخاط في عنق الرحم. يفحص اختبار بعد الجماع بقاء الحيوانات المنوية في مخاط عنق الرحم ويحدد ما إذا كانت الحيوانات المنوية تنتقل إلى الجهاز التناسلي الأنثوي. لا يتنبأ بما إذا كان يمكن أن يحدث الحمل. يتم إجراء الاختبار بعد يومين من الامتناع عن ممارسة الجنس وقبل يوم أو يومين من الإباضة، عندما يكون مخاط عنق الرحم المحفز بالإستروجين وفيرًا. يمكن استخدام درجات حرارة الجسم الأساسية أو زيادة الهرمون اللوتيني للدراجة الوسطى لتحديد توقيت معاهدة التعاون بشأن البراءات. يتم سحب المخاط من قناة باطن عنق الرحم خلال 8 ساعات من الجماع وفحصه. يشير وجود أي حيوان منوي متحرك للأمام في المخاط القلوي إلى أسلوب تكافلي مناسب وتفاعل مخاطي عنقي طبيعي مع الحيوانات المنوية.

## إجراء
يتم جدولة معاهدة التعاون بشأن البراءات بالقرب من الإباضة عندما يكون المخاط وفيرًا، ويطلب من الزوجين العقيمين إجراء اتصال جنسي، ويفضل أن يكون ذلك في ساعات الصباح الأولى. بعد عدة ساعات (عادة ساعتين)، يتم فحص المرأة من قبل الطبيب. يخرج المخاط من قناة عنق الرحم وينتشر على شريحة زجاجية. يتم استخدام اللطاخة من قبو الدماغ الخلفي كعنصر تحكم. 10-50 الحيوانات المنوية المتحركة لكل مجال طاقة عالية تعتبر طبيعية. تشير الحركة المنوية أو الهشة للحيوانات المنوية إلى وجود جسم مضاد مضاد للحرارة. يتم فحص مخاط عنق الرحم لاختبار الجودة واللزوجة والتسرخس.
قد يشير اختبار بعد الجماع الضعيف إلى مشاكل في الحيوانات المنوية أو المخاط، بما في ذلك ربما وجود عوامل مناعية تعطل الحيوانات المنوية. قد تؤثر مشاكل التبويض وتقنية الجماع الضعيفة على معاهدة التعاون بشأن البراءات. الاختبار عديم الفائدة في وجود عدوى عنق الرحم.
مع تطبيق مبادئ الطب المسند بدليل، تم التشكيك في دور معاهدة التعاون بشأن البراءات وأصبح استخدامه مثيراً للجدل.

## تاريخ
يبدو أنه تم إجراءه لأول مرة بواسطة جيمس ماريون سيمز وتم وصفه لاحقًا بواسطة ماكس هونر.